# Cantonul Sélestat
Cantonul Sélestat este un canton din arondismentul Sélestat-Erstein, departamentul Bas-Rhin, regiunea Alsacia, Franța.

## Comune
- Artolsheim
- Baldenheim
- Bindernheim
- Bœsenbiesen
- Bootzheim
- Châtenois
- Dieffenthal
- Ebersheim
- Ebersmunster
- Elsenheim
- Heidolsheim
- Hessenheim
- Hilsenheim
- Kintzheim
- Mackenheim
- Marckolsheim
- Mussig
- Muttersholtz
- Ohnenheim
- Orschwiller
- Richtolsheim
- Saasenheim
- Scherwiller
- Schœnau
- Sélestat
- Schwobsheim
- Sundhouse
- La Vancelle
- Wittisheim